# Дева I
Дева I (англ. Virgo I) — крайне тусклая карликовая сфероидальная галактика–спутник Млечного Пути, расположенная в созвездии Девы. Была обнаружена в 2016 году телескопом Субару. Дева I имеет абсолютную звёздную величину в -0,8, и поэтому является самой тусклой галактикой из обнаруженных по состоянию на 2016 год. Радиус галактики составляет 124 световых года. Объект под названием Cetus II тусклее, но слишком мал для того чтобы быть галактикой. Дева I тусклее чем галактика Segue 1, которая ранее считалась самой тусклой. Расстояние до Девы I – 280 тыс. св. года (87 к пк).